# 顏木
顏木（1484年—1544年），字惟喬，號浅溪，致仕後自號淮漢先生，湖廣德安府随州應山縣人，馬船籍，明朝政治人物。

## 生平
正德二年（1507年）丁卯科湖廣鄉試第十八名舉人。正德十二年（1517年）中式丁丑科會試第二百七十二名，登第二甲第十五名進士。工部观政，授許州知州，调亳州，致仕。嘉靖甲辰卒。

## 家族
曾祖顏恭，曾任州判官；祖父顏春；父顏彥隆，母方氏。孫顏宇坪，萬曆十七年進士。